# John Faulkner
Pour les articles homonymes, voir Faulkner.
John Philip Faulkner (né le 12 avril 1954 à Leeton) est un homme politique australien. Il est membre travailliste du Sénat depuis 1989, représentant de l'État de Nouvelle-Galles du Sud. Après avoir été membre de différents comités sénatoriaux et exercé les fonctions de whip adjoint, il a été ministre dans le gouvernement travailliste de Paul Keating de 1993 à 1996. Après avoir été plusieurs années ministre du gouvernement fantôme, il a été nommé en 2007 vice-président du Conseil exécutif et ministre d'État au sein du gouvernement Kevin Rudd. Il a été ministre de la Défense de juin 2009 à septembre 2010. 
Il annonce en juillet 2010 qu'il se met en retrait après les élections de 2010 et est remplacé comme ministre de la Défense par Stephen Smith le 13 septembre 2010.